# Haylie Duff

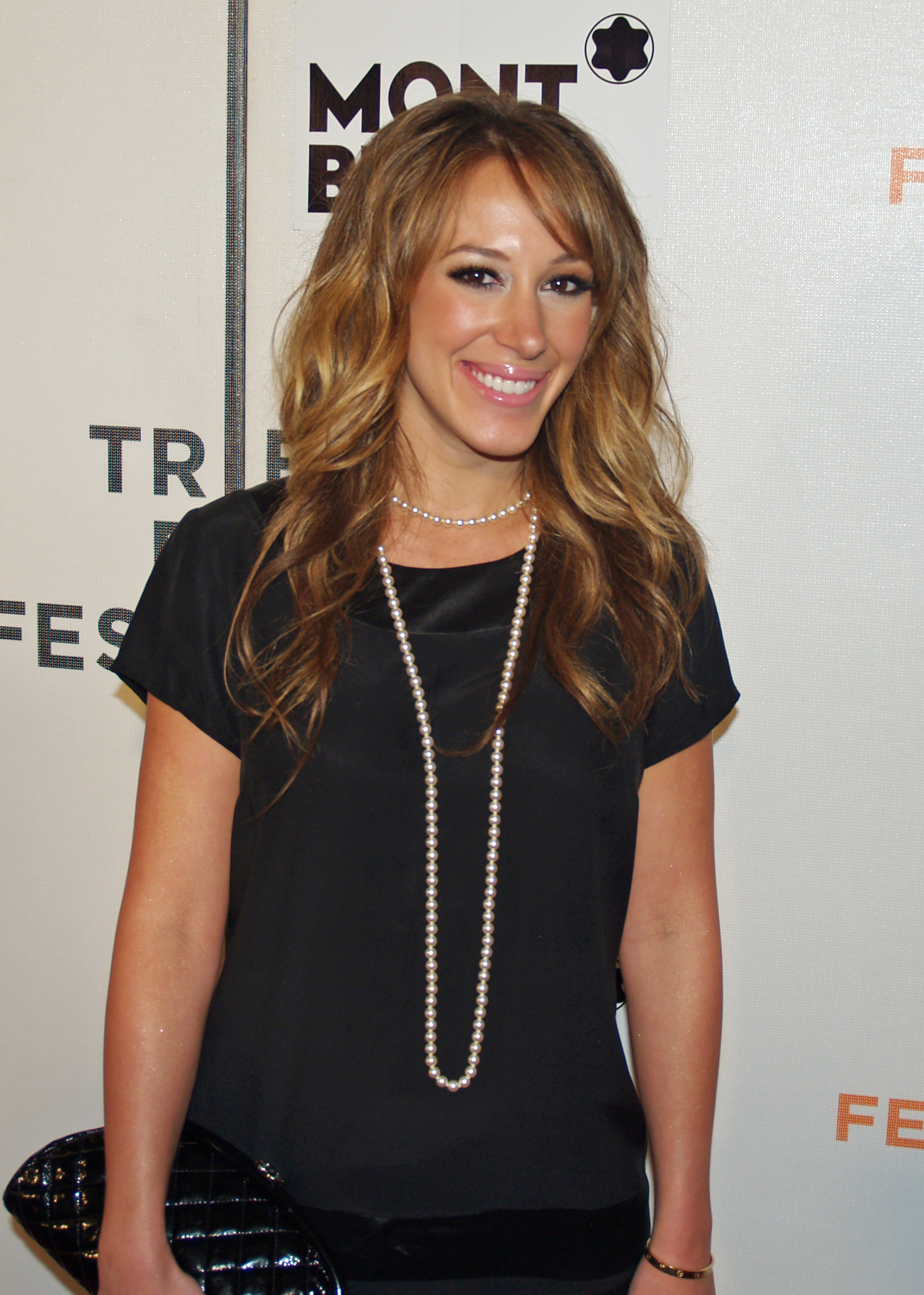
Haylie Duff beim Tribeca Film Festival 2008

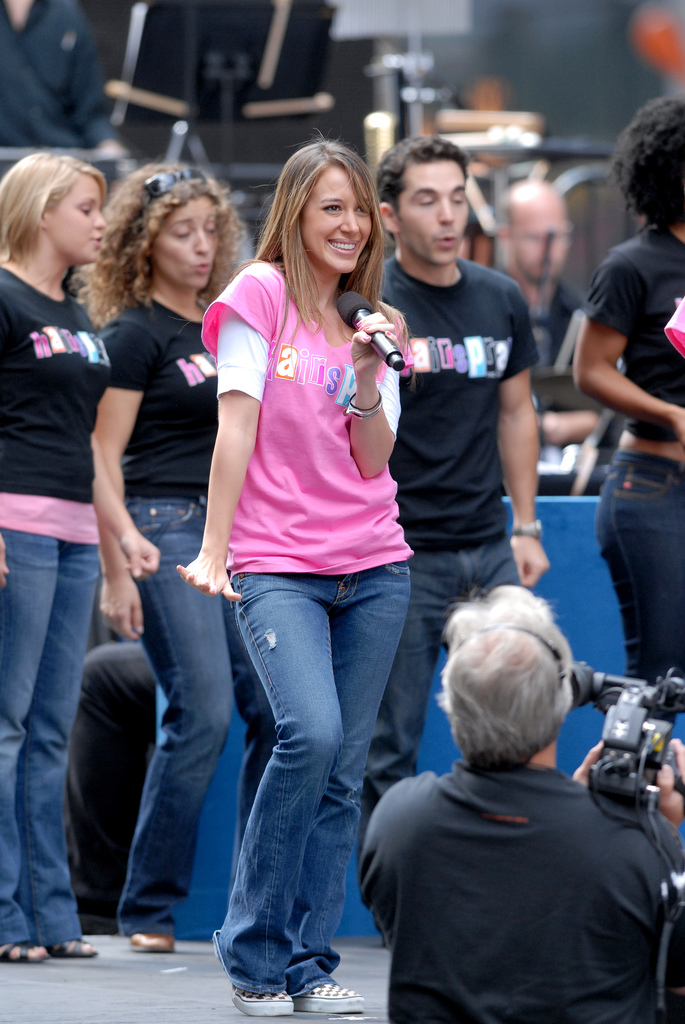
Haylie Duff (2006)

Haylie Katherine Duff (* 19. Februar 1985 in Houston, Texas) ist eine US-amerikanische Schauspielerin und Sängerin.

## Biografie
Haylie Duff ist die Tochter der Filmproduzentin Susan Duff (geborene Cobb) und deren Mann Robert („Bob“) Erhard Duff, der Partner in einer Kette von Convenience Shops ist. Die Eltern ließen sich Ende 2007 scheiden. Ihre rund zweieinhalb Jahre jüngere Schwester ist die Sängerin und Schauspielerin Hilary Duff.
Haylie Duff trat in verschiedenen Episoden der Serie Lizzie McGuire auf, in der ihre Schwester Hilary die Hauptrolle spielte. Sie wirkte auch bei anderen Disney-Serien und bei der Serie Die himmlische Joan mit. 2005 bis 2007 spielte Haylie in der Serie Eine himmlische Familie die Rolle der Sandy Jameson.

## Filmografie (Auswahl)
- 1997: Hope
- 1998: Addams Family – Und die lieben Verwandten (Addams Family Reunion)
- 2000: Dreams in the Attic
- 2001: The Newman Shower
- 2003: I Love Your Work
- 2004: Napoleon Dynamite
- 2005: Dishdogz
- 2005–2007: Eine himmlische Familie (7th Heaven, Fernsehserie)
- 2006: Material Girls
- 2007: Nightmare
- 2007: My Sexiest Year
- 2007: Legacy
- 2008: Jasper Park – Ausflug in den Tod (Backwoods)
- 2009: Fear Island – Mörderische Unschuld (Fear Island)
- 2009: A Nanny’s Secret (Fernsehfilm)
- 2009: Liebe gibt Hoffnung (Love Takes Wing)
- 2009: Liebe bleibt ewig (Love Finds a Home)
- 2010: Tug
- 2011: Video Girl
- 2011: Holiday Engagement
- 2011: Blackout – Die totale Finsternis (zweiteiliger Thriller)
- 2012: Paranormal Investigations 7 - Pennhurst
- 2012: Home Invasion
- 2012: The Lost Episode
- 2012: All About Christmas Eve
- 2013: Ein Weihnachtsmann für Mia (Hats Off to Christmas!)
- 2013: Slightly Single in L.A.
- 2013: Christmas Belle
- 2014: Die Hochzeit meiner besten Freundin (The Wedding Pact)
- 2014: Hotel mit Herz (Sweet Surrender)
- 2014: Muffin Top – A Love Story
- 2014: A Belle for Christmas
- 2014: Naughty & Nice (Fernsehfilm)
- 2014: Til Death Do Us Part
- 2015: Desecrated
- 2015: Badge of Honor
- 2015: His Secret Family
- 2016: Bad Twin
- 2017: Hacker (Fernsehfilm)
- 2017: Muffin Top: A Love Story
- 2017: The Sandman
- 2017: The Bachelor Next Door (Fernsehfilm)
- 2021: The Wedding Pact 2: The Baby Pact
- 2021: Blending Christmas (Fernsehfilm)
- 2023: Sweet on You (Fernsehfilm)
- 2023: Project Baby (Fernsehfilm)
- 2025: Pretty Hurts (Fernsehfilm)

### Gastauftritte
- 1999: The Amanda Show, 1 Folge
- 2000: Chicago Hope – Endstation Hoffnung, Folge 6.13
- 2001: Boston Public, Folgen 1.09 und 1.16
- 2002/2003: Lizzie McGuire, Folgen 1.18, 2.32 und 2.33
- 2003: Third Watch – Einsatz am Limit, Folge 4.14
- 2003: American Dreams, Folge 2.08
- 2004: Raven blickt durch (That's So Raven), Folge 2.15
- 2004: One on One, Folge 4.11
- 2005: Complete Savages, Folge 1.14
- 2005: Die himmlische Joan (Joan of Arcadia), Folgen 2.15 bis 2.17
- 2012: The Secret Life of the American Teenager, Folge 5.04
- 2017: Real Rob, Folgen 2.06 bis 2.08

### Als Synchronsprecherin
- 2004: In Search of Santa
- 2009: Foodfight als Sweet Cakes
- 2012: Napoleon Dynamite
- 2012: Golden Winter – Wir suchen ein Zuhause (Golden Winter)
- 2018: The Ladybug
- 2021: My Sweet Monster (Buka. Moyo lyubimoe chudishche)

### Als Produzentin
- 2006: Material Girls
- 2007: The I Scream Man

## Diskografie

### Soundtracks
- 2003: Girl In The Band — Popstar auf Umwegen OST
- 2004: Sweetest Pain — Liebe auf Umwegen OST
- 2004: A Whatever Life — Stuck In The Suburbs OST
- 2004: One In This World — Cinderella Story OST
- 2004: Our Lips Are Sealed (mit Hilary Duff) —  Cinderella Story OST
- 2005: Babysitting Is A Bum Deal (Duett mit Stewie Griffin) — Family Guy: Live in Vegas OST zu Family Guy
- 2006: Material Girl (mit Hilary Duff) — Material Girls OST

### Andere Lieder
- Same Old Christmas (mit Hilary Duff)
- The Siamese Cat Song (mit Hilary Duff)
- On the Rise Again (von Kool G Rap und DJ Premier) benutzt ein Voicesample von ihr